# ژنین فلک

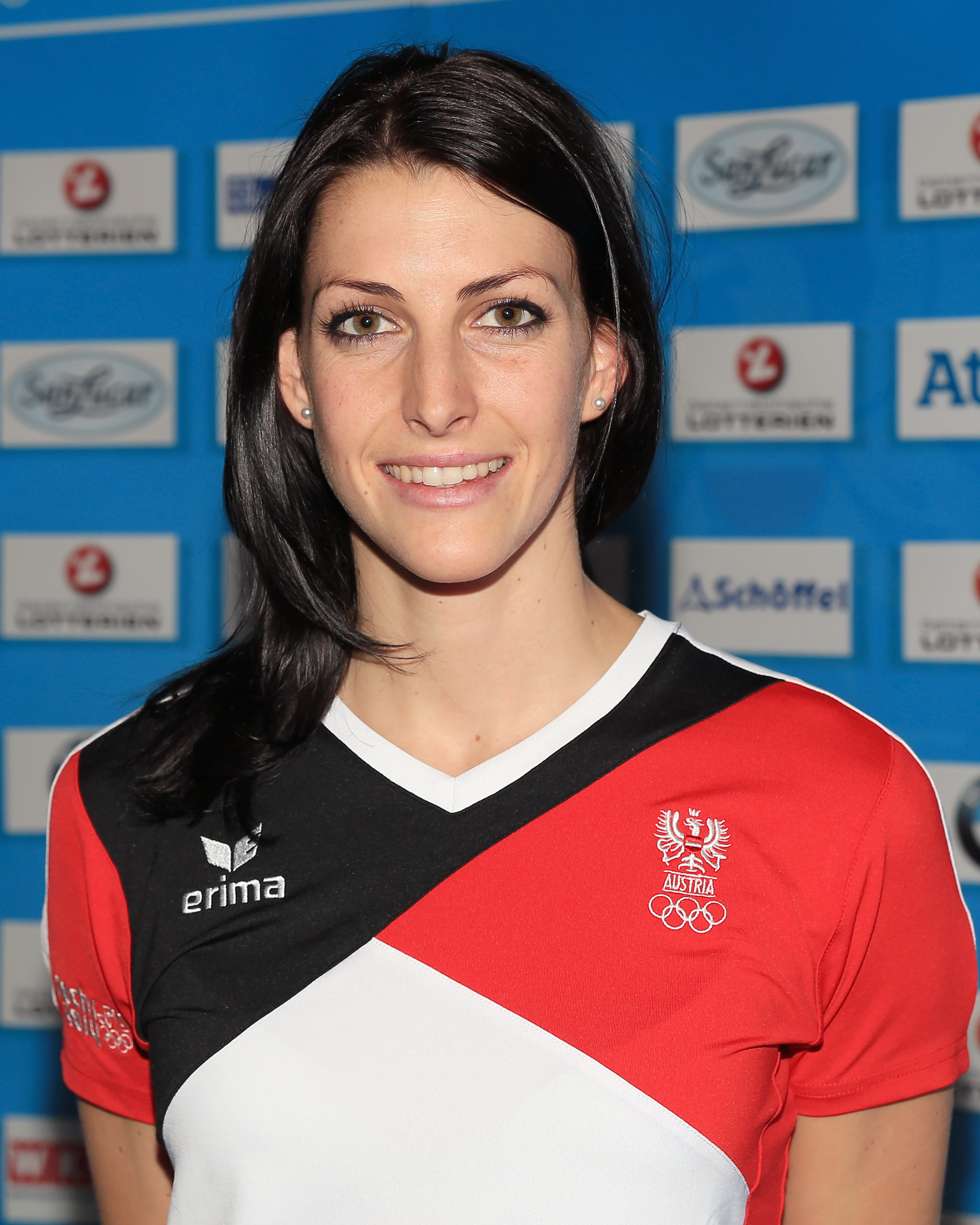
در المپیک زمستانی ۲۰۱۴ در سوچی

ژَنین فلُک (به آلمانی: Janine Flock) زاده ۲۵ ژوئیه ۱۹۸۹ میلادی، ورزشکار رشته اسکلتون اهل اتریش است. وی در بازی‌های المپیک زمستانی ۲۰۱۴ سوچی شرکت کرد. وی در سال‌های ۲۰۰۷، ۲۰۰۸ و ۲۰۰۹ در رقابت‌های جهانی ۳ مدال طلا دریافت کرده‌است.